# 達創科技股份
達創科技股份有限公司（港交所：0722），是由台灣台達電子工業旗下公司。是在1999年成立，主要銷售網絡設備生產商，它在2007年7月6日在港交所上市的，當時招股價為4.5港元，但隨著交投欠佳，公司開始展開私有化。

## 私有化展開大戰
2009年3月12日，台達電子工業以達創科技市場流通量較低，私有化能讓股東出售股票以換取現金，展開始進行私有化活動，提出以每股1.83港元私有化。私有化計劃經過2次修訂，2次押後，台逹電子工業最終在6月把私有化作價是高至每股2.2港元，最後在股東特別大會是在2009年8月20日舉行重新召開法院會議獲得批准。最後交易日為2009年9月25日，撤銷上市日期為2009年9月28日為止。也是最短上市2年的。

## 網址
- dninetworks.com （页面存档备份，存于）